# クライストチャーチ大聖堂 (ダブリン)

クライストチャーチ大聖堂（英: Christ Church Cathedral）は、アイルランドの首都ダブリンにある聖公会の大聖堂。ダブリンに2つある中世の大聖堂のうちの古いほうで、もう一方は聖パトリック大聖堂である。
正式にはアイルランド国教会とローマ・カトリック双方の主教座（司教座）ということになっていたが、カトリックは宗教改革以降はこの大聖堂に司教座を置くことができなくなっているため、マールボロ通りにある聖マリア臨時司教座聖堂を代替としている。
クライストチャーチ大聖堂は中世のダブリンにおける初期の中心地、ウッドクウェー (en) の隣、デームストリート（en。名前は我らがマリア様〈Our Lady〉を表すノルマンフレンチから取られている)の終わりに位置している。しかしながら二重車道を建設する計画でかつて大聖堂を囲むようにあった中世からの通りの形は変わり、さらに元々の、迷路のように入り組んだ小さな建物と通りの中心にあるという構造は古い居住地域の取り壊しと道路建設とによって失われた。その結果、大聖堂は中世の構造から移り変わった波止場にそって存在する新しいオフィス街の陰に隠れ、孤立しているような状態となっている。なお、クライストチャーチは3つある大聖堂と臨時司教座聖堂のうち唯一、リフィー川からはっきりと見える。

## 歴史

### 最初のクライストチャーチ
最初の大聖堂は1038年に当時ダブリンを治めていたデンマーク系ヴァイキングの王であるシトリック・シルケンベアード (Sitric Silkenbeard) が最初のダブリン司教であるドナート (Donat)、もしくはドナー (Donagh) と呼ばれる人物のために建造したことにさかのぼる。その当時のダブリン司教区は周りを巨大なグレンダーロッホ司教区に囲まれる小さな司教区であり、カンタベリーに依存している状態であった。
教会はウッドクウェーのヴァイキング入植地を見渡す高地に立てられ、シトリックはそれの維持管理のためにバルドイル (en)、ラセニー (en)、ポートレーン (en)の土地を与えた。当時4つの古いケルト系キリスト教の教会がダブリン周辺に存在していたと考えられ、聖マルティヌスに捧げられたひとつだけはヴァイキング居留地の壁の内側に位置しており、そのためクライストチャーチは居留地内に2つだけある教会のひとつであった。
ダブリン司教はもともと修道院外の聖職者から選ばれていたが、次の司教はベネディクト会修道士から選ばれ、その後1163年、クライストチャーチは後の聖人であり2代目のダブリン大司教であるロレンス・オトゥール (en) によってArrouaise（アウグスティヌス系修道会のルールを改めたもの）の教義に従う修道分院 (Priory of the Regular Order of Arrosian Canons) に変わった。教会はその後宗教改革まで聖アウグスチノ修道会としてその修道院長によって率いられた。修道院長は教区の聖職者の序列の2位に位置づけられ、1541年に宗教改革に基づく構造改革が行われるまで首席司祭（Dean。大聖堂の長）ではなかった。

### 教会の建て替え
1171年、ヘンリー2世は大聖堂のクリスマス礼拝に出席し、その年から後、リチャード・ド・クレア（ストロングボウ）やそのほかのアングロ・ノルマン系の大物は、クワイヤ（聖歌隊席）、内陣通路 (choir aisles) および翼廊、地下室、そして聖エドマンド (en) と聖母マリアと聖ロウ (en) の各チャペルの建設で構成されるクライストチャーチの全面的な建て替えの費用を工面した。そして、聖ローレンス・オトゥールのチャペルは1200年代に追加され、現存する多くの身廊は1230年代に造られた。
1300年、ダブリン大主教フェリングスは2つの大聖堂を統合するための協定 (Pacis Compostio) を取り決めた。これは双方とも司教座聖堂として認められている2つの大聖堂が分有する形となっていた権限を順応させるための対策であった（詳しくは#2つの大聖堂問題を参照）
1358年まで、大聖堂の身廊はある程度世俗の目的に使われており、また「long quire」と呼ばれる部分が追加され、以前のクワイヤ部分からすると10メートルほど広くなった。1487年に大聖堂はヘンリー7世を廃位するために担ぎ出されそれに失敗した少年であるランバート・シムネルの「イングランド王エドワード6世」としての戴冠式に使われた。1493年にはクワイヤ学校が設立された。

### 変革の時
1539年、イングランド王ヘンリー8世はクライストチャーチを、修道分院から首席司祭 (Dean) と大聖堂参事会 (Chapter) からなる大聖堂に変え、またクライストチャーチが王による新しい構造（アングリカニズム）をはっきり支持することを確実にするために行動した。
エドワード6世は1547年、大聖堂の人員増強のための資本と、国王の年次資産をクワイヤ学校のために供給した。また、エドワード6世の治世では、聖パトリック大聖堂は公式に抑圧され、1547年4月25日、それらの銀、宝石や装飾品はクライストチャーチに移されその首席司祭と聖堂参事会のものとなった。この出来事はメアリー1世治世下に1558年4月27日付けで発行された公文書によって終わりを告げた。公文書は首席司祭のトマス・レヴェロスと聖パトリック大聖堂の聖堂参事会の間で交わされ、クライストチャーチ大聖堂に属する道具、家財、楽器、その他、およびクライストチャーチの首席司祭および聖堂参事総会の所有しているものの聖パトリックへの譲渡もしくは受領という内容で構成されていた。
メアリー1世、そして後のジェームズ1世もまたクライストチャーチへの寄進を増やした。その一方で1551年には礼拝が従来のラテン語に代わって英語によって行われ、さらに1560年には聖書が同じくラテン語から英語で読まれた。いずれもアイルランドで初めてのことである。

### 1562年から19世紀初頭
身廊の基礎は泥炭層の上に建てられていたため1562年に滑ってしまい、南側の壁とアーチ構造の石屋根（北側の壁側。壁は現在では明らかに傾いた状態で建っている。大部分は1230年に作られたもの）は倒壊してしまった。一部の修理は行われたものの、多くの瓦礫と化した部分はさら地のままであり、新しい床板は1871年まで再建されなかった。
17世紀にはクライストチャーチのそばの建物で議会と法廷がともに開かれた。ジェームズ2世はその場所での議会開設を統括した。しかしながら、その後議会と法廷はともに別の場所（法廷はフォー・コーツに新しく建てられ、議会は現カレッジ・グリーン (en) にあるチチェスター・ハウス）に移転した。大聖堂は、幾分かの工事は1829年から1831年の間に執り行われたものの、19世紀の大部分において聖パトリック大聖堂と同じく悲惨な管理状態であった。

### 復元
ダブリン、マウント・アンビルのウイスキー製造業者ヘンリー・ロウの後援のもと、大聖堂はビクトリア朝時代に広く修復が行われた。彼はまた、聖マイケル教会の遺構を流用して大聖堂に隣接する会議場を建て総会を主催し、さらにダブリン、グレンダーロッホ、そしてキルデアからなる主教区会議を主催した。ロウはこれらに当時の23万ポンド以上を出資していた。これは2006年期のユーロ換算で2600万ユーロ（その年の日本円に換算すると36億5000万円）以上である。

### 20世紀
特に1980年から1982年の間に更なる改装が行われた。

## 役割
クライストチャーチは連合主教区における信仰の中心であり、市民奉仕 (Citizenship Service) のような重要な年中行事を開く。また、アイルランド国教会の南部大教区における大聖堂として、司祭の任命および主教たちの聖別のホストとしても機能している。

## 構造

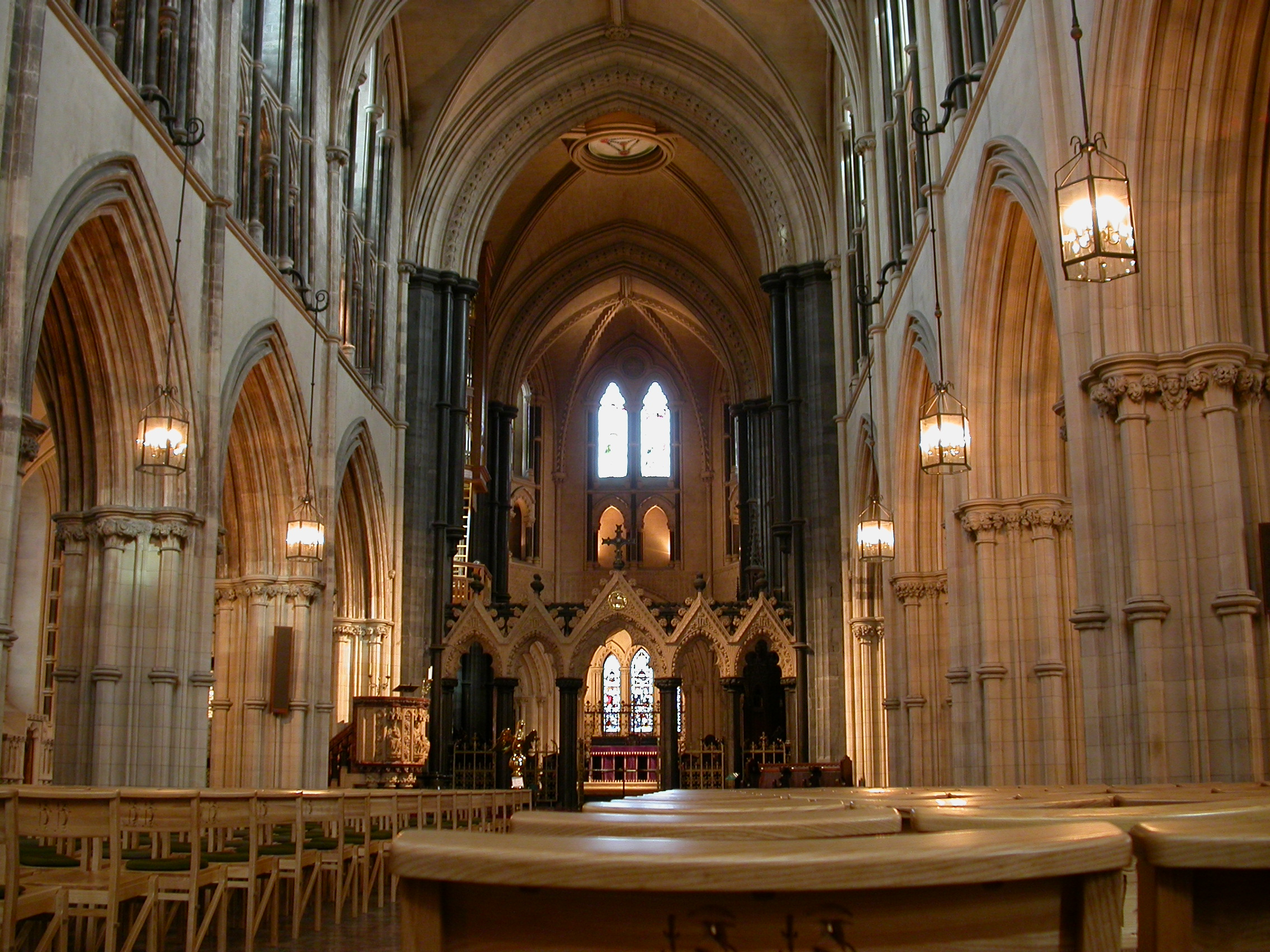
クライストチャーチの内観

### 修復の影響
ヴィクトリア朝における大規模改修により、深刻に痛んでいた構造物は崩壊から保護されたが、一方内装について本当に中世由来であるものとヴィクトリア朝の修復で作られたものとに分けることは難しい状態にある。外部から取られた写真はヴィクトリア朝に行われた再建の劇的な効果を表している。それにもかかわらず、クライストチャーチは中世の遺構と後の教会建設のすばらしい標本であり続けている。

### 主な遺物

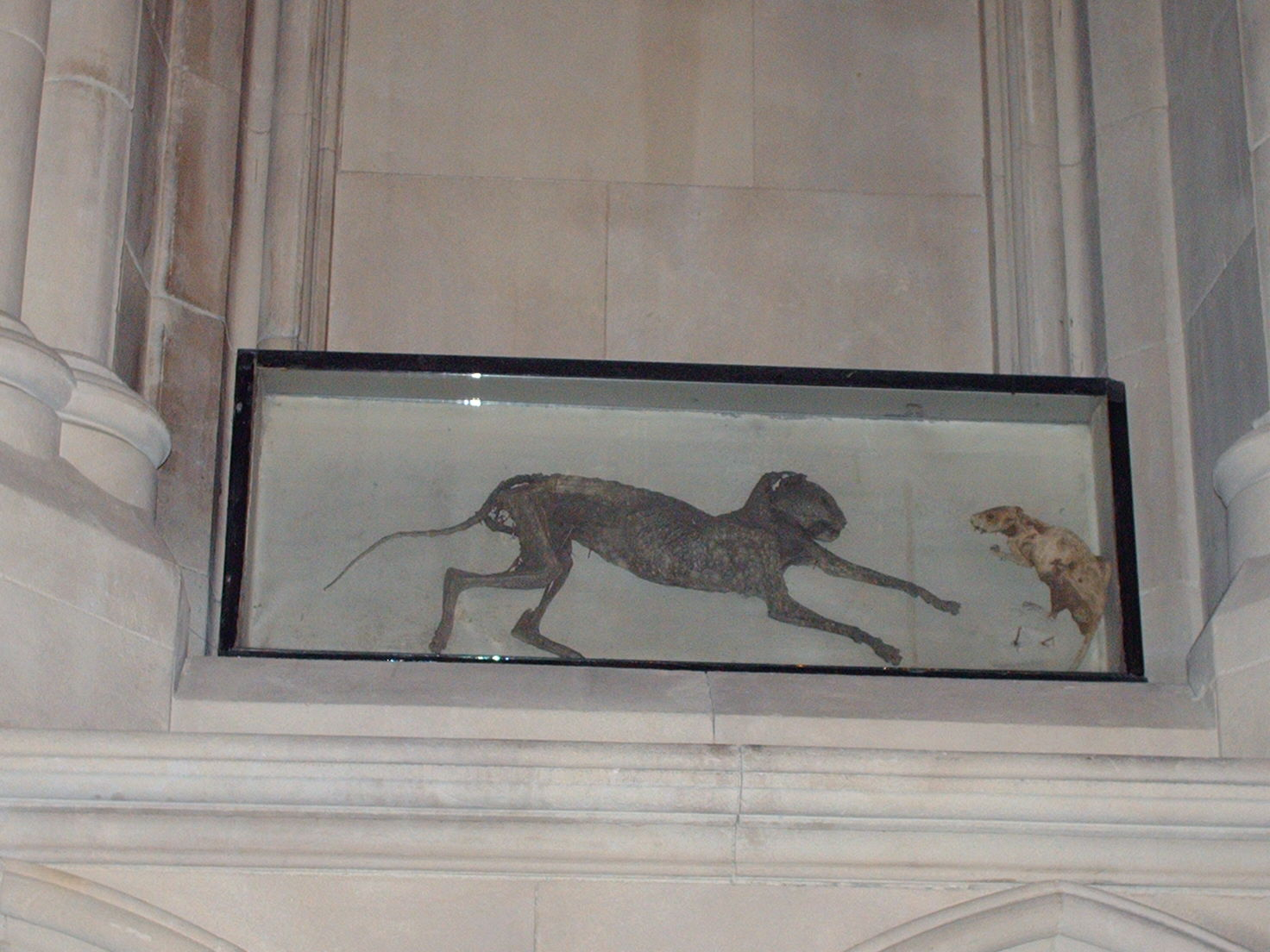
「猫とネズミ」 (7)

大聖堂には有名な「ストロングボウの墓」があることで知られている。彼は中世のノルマン・ウェルシュ（ウェールズに入植したノルマン人）の貴族で、レインスター王ダーマット・マクモロー(en)に請われてアイルランドに来た軍事的指導者であった。ストロングボウの到着こそアイルランドに対するイングランドの関与が始まった「その時」であった。
今日でも身廊にあるこの墓は実際のところは本物のストロングボウの墓ではないと一般的にはみなされている。本当の墓は数世紀前に破壊されており、中世の物とされていない現在の墓は、本物の墓が破壊された後すぐにドロヘダの教会から移されたとされ、それがストロングボウの墓があった場所に置かれ本物であるとされた。中世において、誓約はストロングボウの墓の前で行われており、この出来事はクライストチャーチの公式資料ではっきりと言及されている。ストロングボウの墓の周りには小さな墓がもうひとつあり、女児のものであると考えられている。
クワイヤの近くの壁にあるのは「猫とネズミ」として有名なミイラで、ともにオルガンの裏で引っかかって大聖堂の非常に乾いた空気でミイラ化され保存されていたのが見つかったものである。

### 地下聖堂
クライストチャーチはブリテン島とアイルランド島の中で最も大きな大聖堂の地下聖堂（全長63.4m）をもち、これは1172年から73年の間に作られたとされる。また2000年代の初めに改装が行われ、観光客に新しく解放された。
地下聖堂はいろいろな遺物や歴史的な物品を収容している。それは以下のようなもの。
- アイルランドにおいて最も古いとされている非宗教彫刻。18世紀後半までソルセル（中世ダブリンにおけるシティーホールで1806年に倒壊）の外に立っていた2体の彫像である。
- カトリック王であったジェームズ2世治世下において、非常に短い期間ではあったがローマ典礼が最後に影響力を持った時に使われた聖櫃と一そろいの燭台。ジェームズ2世は1690年にイングランドから逃れ(名誉革命)、アイルランドに来て王座奪還のために戦うとともに一時的にカトリックに戻っていたクライストチャーチの盛式ミサに参加した。
- ストック（さらし台）複数。1670年に作られたもの。ディーンズライブラリー（大聖堂の私的当局の下にある小さな局所）での裁判の前に、クライストチャーチ広場において犯罪者の刑罰に使われたもの。1870年に地下に移された。
- 大聖堂における歴史的な書物および祭壇用品。

### 参事会室
祭壇の裏側にあるのが参事会室 (Chapter hause) である。大聖堂のオフィスがあり、会議室やそのほかの施設がある。

### 教会会議場と橋
大聖堂の西端は完全な石橋で、教会会議場の前にいたる。会議場は元々は別の教会（聖マイケル教会）があった場所に建てられている。現在ではダブリニアとして知られる古いダブリンの都市と風俗を再現した展示場となっている。

## おかれている立場

### 2つの大聖堂問題
ダブリン主教区においてクライストチャーチと聖パトリックが双方とも大聖堂の状態（つまり1つの教区に2つの大聖堂という状態）であるということは歴史的にみてもまれなことであった。時代をさかのぼると立場についてかなりの対立があったが、2つのすみわけは、構成法（ラテン語: Pacis Compositio。法的には1870年まで有効）という1300年に取り決められた6つの協定によって一応の解決を見た。協定の内容は以下の通り
- ダブリン大主教の聖別および任命式はクライストチャーチで行う。 - ただし記録ではそれが必ずしも守られていなかったことを伝えている。多くの大主教任命では両方で行われており、加えて少なくとも2例では聖パトリック大聖堂のみで行っている。
- クライストチャーチは主教区（司教区）の本山と上級大聖堂として形式的な優先順位をもつ。
- クライストチャーチは亡くなった各ダブリン大主教の十字架、ミトラ、および指輪を所蔵する。
- 亡くなったダブリン大主教の遺体は本人の意思が無い限りは2つの大聖堂に交替で埋葬していく（つまり、クライストチャーチに1人が埋葬されたら次の大主教は聖パトリックに埋葬される）。
- 主教区にまわす塗油用の油の聖別はクライストチャーチが執り行う。
- 二つの大聖堂は一つとして振る舞い、特権も等しく分け合う。

### ローマ・カトリックとのかかわり
今日に至るまでカトリックのダブリン大司教の司教座はあくまでもクライストチャーチであり、聖マリア教会は臨時司教座聖堂とみなされているが、これは教皇庁がクライストチャーチを正当なカトリックの大司教座であるとみなしているという事実があるためである。

## 統治機構

### 首席司祭と聖堂参事会
首席司祭 (Dean) と聖堂参事会 (Chapter) はダブリン大司教の合意とともに大聖堂を統括している。最初、首席司祭は最初聖堂参事会と同等であったが、日に日に権限を得た（これらは他の部分の特別な役割に限られてはいる）。首席司祭と聖堂参事会双方は小教区の教区牧師 (Rector) として似たような位置にある。
聖堂参事会は首席司祭と先唱者（Precentor。この人物は音楽技術に長けていなければならない）、尚書 (Chancellor)、会計 (Treasurer)、ダブリンおよびグレンダーロッホ主教区の各副主教 (Archdeacons of Dublin and Glendalough)、そして12人のカノン（8人はダブリン主教区から、後の4人はグレンダーロッホ主教区から選出）からなる（カノンから任命される最上位3人はそれぞれ聖マイケル教会 (St. Michael's)、聖ミッチャン教会St. Michan's、聖ジョン教会 (St. John's) の各名誉参事会員 (Prebendary) である）。
（首席司祭とその前身である修道院長について詳しくはクライストチャーチ大聖堂首席司祭 (ダブリン)〈en〉も参照）首席司祭はダブリン大主教によって任命され、また1971年に始まった協定によりクライストチャーチ大聖堂小教区連合 (Christ Church Cathedral Group of Parishes) の教会を持つ司祭 (Incumbent) でもある。小教区の日々の管理はは官職任命委員会の特別会議 (special Board of Patronage) によって選ばれた教区司祭 (Vicar) の手で行われている。
首席司祭は副官 (Deputy) を任命することができ、さらに大聖堂の会堂番 (Cathedral Verger) を任命することもできる。そして首席司祭と聖堂参事会はともに先唱者を任命し、一方聖堂参事会のほかのメンバーは大主教によって任命される。

### 大聖堂委員会
大聖堂委員会 (The Cathedral Board) は歴史的には聖堂参事会の聖職者のみで運営されており、1872年から大聖堂は9人の聖職者メンバー（主席司祭、先唱者、2人の教区司祭〈Clerical Vicars〉、他5人の聖職者）で構成される委員会によって運営されており、9人は3年毎に年次イースター教区委員会 (Easter Vestry) で選ばれている。大聖堂委員会は大聖堂の（大主教、もしくは首席司祭と聖堂参事会、もしくは首席司祭による任命以外の）役員の任命および解任を行ったり、給与管理や財産管理の権限を持つ。委員会は小教区の特別教区委員 (Select Vestry of a Parish) と似たような位置付けにある。
大聖堂委員会は小委員会を持っていて、2007年中期では以下のような内容が連なっている。
- 財産、金融管理、文化（財務委員会を含む）、主教区、建造物、健康と安全性、情報テクノロジー、音楽、委託物とタワーの保護規定。（Administration & Finance, Culture (including the Treasury), Deanery, Fabric, Fundraising, Health & Safety, Information Technology, Music, Safeguarding Trust and Tower.）

## そのほかの聖職者
首席司祭の教区司祭（Dean's Vicar, および聖堂参事会の書記Clerk of the Chapter）、大聖堂教区郡の教区司祭、および
副司祭補助 (Curate Assistant) および学生長がある。また普通は名誉教区司祭 (Honorary Clerical Vicars) もある。

## 音楽
クライストチャーチは長い音楽の歴史を持っており、大聖堂聖歌隊 (Cathedral Choir) と女性聖歌隊 (Girls Choir) がよく知られている。先唱者とともに、楽隊の仕事にかかわっている人たちはオルガニストと指揮者に率いられて、すべての副オルガニストとオルガン・スカラー (en)、キーパーオブミュージック (Honorary Keeper of the Music) とミュージックライブラリアン（どちらも楽譜管理などが仕事）も同じように働いている。2007年にはMusic Development Officerもこれに加わった。

### 鐘
クライストチャーチは少なくとも1つの鐘が1038年からあると考えられている。1440年には3つの大きな鐘が塔に吊り下げられていたが、1603年に近くの波止場で起きた火薬爆発事故で塔は損害を受け、鐘にもひびが入ってしまった。またこの時の爆発で聖オドゥンズ教会の側にある塔も損害をうけた。
1670年には塔につるすためにガンメタルから6つ新しいベルが鋳造された。鐘の数は1738年には8つになり、1878年には12に増えた。
最後に鐘が追加されたのは1999年で、そのときは7つのベルが加えられ、19もの鐘の音が響き渡ることになった（これは、この形で鳴らされるベルとしては個数が世界記録である）。19のベルがそれぞれ別の音階を生み出しているわけではないものの、独特な組み合わせの選択を備えており、12のベルによる響き3種（B、C#そしてF#のキーによる）や14個そして16個のベルの響きも同様である。ベルは増やされた時点では16個のベルの響き（1位はバーミンガムのセント・マーティン教会）に次いで世界で2番目であった。
ベルを鳴らす役割の人たちは鳴鐘監督者 (Ringing Master) と塔監督者 (Master of the Tower) によって率いられている。

## 管理スタッフと堂守
大聖堂のスタッフは管理者 (Administrator) によって率いられており、スタッフには外注業務の上役 (Visitor Services head) やショップ店長 (Shop manager) も含まれている。堂守 (vergers) は大聖堂もしくは首席司祭の堂守 (Cathedral or Dean's Verger) に率いられており、2007年8月時点では3人他の堂守がこれに含まれている。

## 古文書と出版物
クライストチャーチは歴史的な古文書の範囲にあたるものを保有している他、いくつかの出版物のために長年にわたってそれらを整理しており、また同様に1990年代からウェブサイトを維持管理している。それらの仕事は公文書監督者 (Honorary Keeper of the Archives) とウェブおよびメール編集者 (Web and e-mail Editor) に加え、クライストチャーチ出版社の秘書官 (Honorary Secretary of Christ Church Publications, Ltd.)が監督している。

## 後援会
大聖堂はボランティアのクライストチャーチ大聖堂後援会 (Friends of Christ Church Cathedral) のサポートがある。これは1929年に設立されたもので大聖堂の当局とともにさまざまな仕事を行っている。

## 入出
クライストチャーチは恒久的な州の支援を受けていないが、すべての客を歓迎し、単に祈りをしたいという人たちのためにチャペルを持っている。また、観光料金があるがそれは隣接するダブリニアのチケットと一括購入することもできる。また記念品や大聖堂の音楽団体の演奏を録音したものや出版物を売っているギフトショップがある。

## クライストチャーチ大聖堂小教区連合
1971年に行われた総会の議論において、クライストチャーチ大聖堂小教区連合 (Christ Church Cathedral Group of Parishes) が作られ、以前は4つの小教区であったものと大聖堂が連合した。そして首席司祭は聖アンドリュー教会 (St. Andrew's)、聖ウェルバー教会 (St. Werburgh's)、全聖人および聖ミッチャン教会 (All Saints (Grangegorman) and St. Michan's)、聖ポールおよび聖メアリ教会 (St. Paul and St. Mary) の各小教区の教区牧師 (Rector) となった。それら小教区は官職任命の特別な委員会によって選ばれた教区司祭 (Vicar) によって日々監督される。